# Salomea Zielińska
Salomea Zielińska (ur. 9 maja 1921, zm. 13 listopada 2009) – polska pielęgniarka.

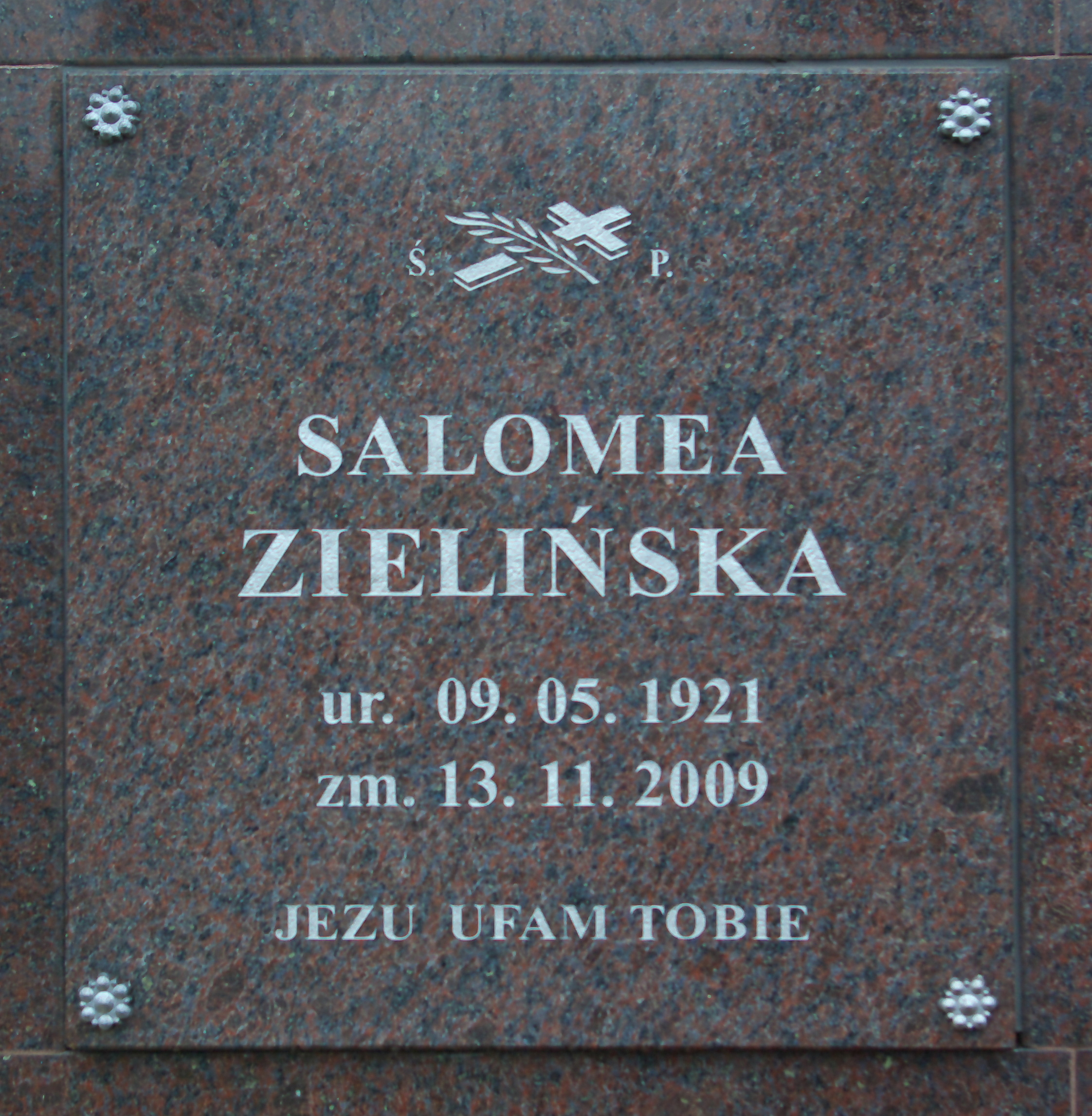
Miejsce pochówku Salomei Zielińskiej

## Życiorys
Urodziła się 9 maja 1921. Była córką Marii. Podczas II wojny światowej przeniosła się z Trembowli do Sanoka w marcu 1942 za radą udającej się tam siostry zakonnej z zamiarem pracy w opiece pielęgniarskiej. W 1942 podjęła pracę w sanockim szpitalu, początkowo jako salowa. Uczestniczyła w konspiracji. Po nadejściu frontu wschodniego w sierpniu 1944 udzielała pomocy pielęgniarskiej rannym w walkach o miasto. Podczas walk w sierpniu 1944 wraz z kilkoma pracownicami schroniła się w piwnicy szpitala (wśród nich był lekarz dr Marian Killar). Po odbiciu miasta przez Niemców udzielała pomocy rannym żołnierzom radzieckim, pozostałym w szpitalu. Po latach, w 1972 spotkała się z uczestnikiem tamtych wydarzeń Emilem Kardinem, który opisał jej wspomnienia w książce pt. Odsłonięte skrzydło.
Po wojnie dokształcała się w szkole pielęgniarskiej w Przemyślu. Kontynuowała pracę w sanockim szpitalu jako pielęgniarka, asystując m.in. przy operacjach prowadzonych przez dr. Jana Zigmunda. Została pielęgniarką oddziałową utworzonego przez Edwarda Hańskiego na przełomie 1953/1954 specjalistycznego oddziału pediatrycznego w szpitalu w Sanoku, istniejącym później w nowej siedzibie szpitala w Sanoku.
Zmarła 13 listopada 2009. Jej prochy zostały pochowane w kolumbarium na Cmentarzu Centralnym w Sanoku.

## Odznaczenia i wyróżnienia
- Krzyż Kawalerski Orderu Odrodzenia Polski (1985)[9].
- Złoty Krzyż Zasługi (1972)[10].
- Odznaka tytułu honorowego „Zasłużony dla Zdrowia Narodu” (1988)[11][12].
- Odznaka „Przyjaciel Dziecka” (1988)[13]